# Bizkaia Arena
De Bizkaia Arena in Barakaldo is de grootste multifunctionele arena in Spanje. De arena is sinds april 2004 lid van het Bilbao Exhibition Centre.
De arena was de thuisarena van de Spaanse basketbalclub Bilbao Basket in het seizoen van 2009 tot 2010. In 2014 werd de arena gebruikt tijdens het wereldkampioenschap basketbal, welke door Spanje worden georganiseerd.
In de arena worden ook concerten gegeven. In 2005 gaf Bryan Adams hier een optreden, daarna in 2006 waren onder andere Muse (als onderdeel van de Black Holes and Revelations Tour) en The Who te zien. In 2007 was Bruce Springsteen aan de beurt. Een jaar later AC/DC (als onderdeel van de Black Ice World Tour), Leonard Cohen, Jonas Brothers en Rammstein, in 2010 vervolgens Shakira. Chuck Berry en Judas Priest brachten in 2011 een bezoek aan de arena. In 2013 waren hier Iron Maiden en Rihanna te zien.